# Misty
Misty ist ein Jazzstandard, der 1954 von dem Pianisten Erroll Garner komponiert wurde. Mit dem später hinzugefügten Text von Johnny Burke wurde das Lied auch im Bereich der Pop- und Country-Musik zu einem Erfolg. 

## Der Song
Misty entstand angeblich auf einem Flug von San Francisco über Denver nach Chicago angesichts eines beeindruckenden Regenbogens und feiner Regenvorhänge, die vorüberzogen. Garner notierte die Ballade zunächst nicht und veränderte bei frühen Aufführungen sogar noch den Akkordablauf und die Taktfolge. Erst 1955 wurde der Song endgültig in der Liedform A-A'-B-A' in 32 Takten und der Tonart Es-Dur fixiert. 
1955 schrieb Johnny Burke einen Text, der durch den Titel Misty („neblig, verschleiert, dunstig“) von vornherein sentimental angelegt war, aber betonte, dass Liebe und Zärtlichkeit besser seien als Sorge über oder Orientierung auf das Gestern. Dann würden auch „tausend Geigen spielen“.

## Wirkungsgeschichte
Garners Ersteinspielung, eine Instrumentalfassung, wurde 1954 nicht nur auf dem Album Contrasts veröffentlicht, sondern auch auf einer Single ausgekoppelt, die sich Platz 30 in den amerikanischen Charts erreichte und fünfzehn Jahre lang lieferbar blieb. 1957 spielte er eine großorchestrale Fassung mit dem Orchester von Mitch Miller ein, die nicht nur in den Jukeboxes lief, sondern auch zur Erkennungsmelodie der NBC-Morgensendung Today wurde. Weitere in den amerikanischen Pop-Charts erfolgreiche Versionen des Titels waren die Gesangsversionen von:
- Johnny Mathis (1959, #12)
- Lloyd Price (1963, #21)
- Ray Stevens (1975, #14)

Weitere Versionen im Popbereich stammen von Earl Grant (1961), Julie London, The Shadows (Instrumentalversion) und Clay Aiken.
Das Stück entwickelte sich frühzeitig zum Jazzstandard und wurde von Ella Fitzgerald, Sarah Vaughan (1959), Billy Eckstine (1960), Frank Sinatra, Peggy Lee, Dakota Staton, Etta James, June Christy oder Carmen McRae gecovert. Pianisten wie Ahmad Jamal, Duke Jordan, George Shearing, Oscar Peterson oder John Hicks haben das Stück neu interpretiert. Hörenswerte Saxophoninterpretationen spielten Ben Webster, Benny Waters, Dexter Gordon, Eddie Lockjaw Davis, Ricky Ford oder Dave Koz ein. Bob Brookmeyer spielte den Song 1964 mit Stan Getz und Herbie Hancock ein. Die Five Trombones um Frank Rosolino interpretierten Misty mit der Gesangsgruppe The Four Freshmen. Auch Gitarristen wie Jim Hall (1976) oder Larry Coryell (1993) stellten das Stück vor.
In Clint Eastwoods Thriller Play Misty for Me (1971) spielte der Song eine Schlüsselrolle.

## Auszeichnungen
Ray Stevens erhielt bei den Grammy Awards 1975 für das Arrangement als Country-Song einen Grammy in der Kategorie Best Instrumental Arrangement Accompanying Vocalist(s). Misty wurde von der ASCAP 1986 als eine der meistgespielten Kompositionen mit einem Preis ausgezeichnet. Garners Version wurde 1991 in die Grammy Hall of Fame aufgenommen, die Version von Johnny Mathis 2002.